# Racing
Racing è un album del gruppo heavy metal Loudness pubblicato sul mercato giapponese il 25 novembre 2004 e sul mercato internazionale il 6 aprile 2005.
La versione internazionale differisce dall'originale per la copertina e per la disposizione delle tracce.

## Tracce
1. Racing
2. Exultation
3. Lunatic
4. Believe it Or Not
5. Power Generation
6. Speed Maniac
7. Live for the Moment
8. Crazy Samurai
9. Telomerase
10. Tomorrow Is Not Promised
11. Misleading Man
12. R.I.P.
13. Don't Know Nothing
14. Unknown Civilians